# Scorzonera rosea
La scorzonera rosea (nome scientifico Scorzonera rosea  Waldst.  & Kit., 1805 )  è una specie di pianta angiosperma dicotiledone della famiglia delle Asteraceae.

## Etimologia
Il nome del genere (Scorzonera) ha una etimologia incerta; potrebbe derivare da più radici quali "scorzon" in francese antico, "Scorsone" in italiano e "escorzonera" in spagnolo, il cui significato è "scorza nera"; ma anche "vipera", forse dall'uso delle sue radici come antidoto al morso dei serpenti.. L'epiteto specifico (rosea) fa riferimento al colore della corolla dei fiori di questa specie.
Il binomio scientifico di questa pianta è stato proposto dal botanico, naturalista ed esploratore austriaco, Franz de Paula Adam von Waldstein  (1759-1823) e dal botanico e chimico ungherese Pál Kitaibel  (1757-1817) nella pubblicazione "Descriptiones et Icones Plantarum Rariorum Hungariae" (Descr. Icon. Pl. Hung. 2: 127, t. 121) del 1805.

## Descrizione

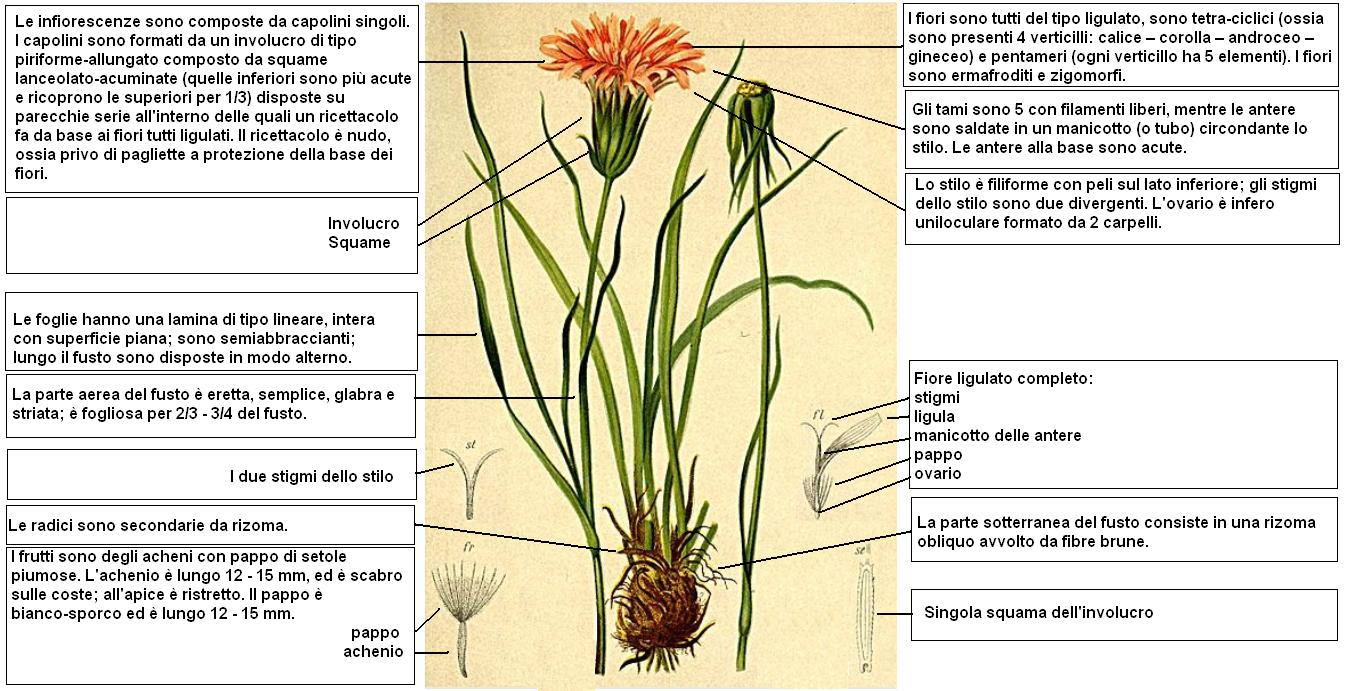
Descrizione delle parti della pianta

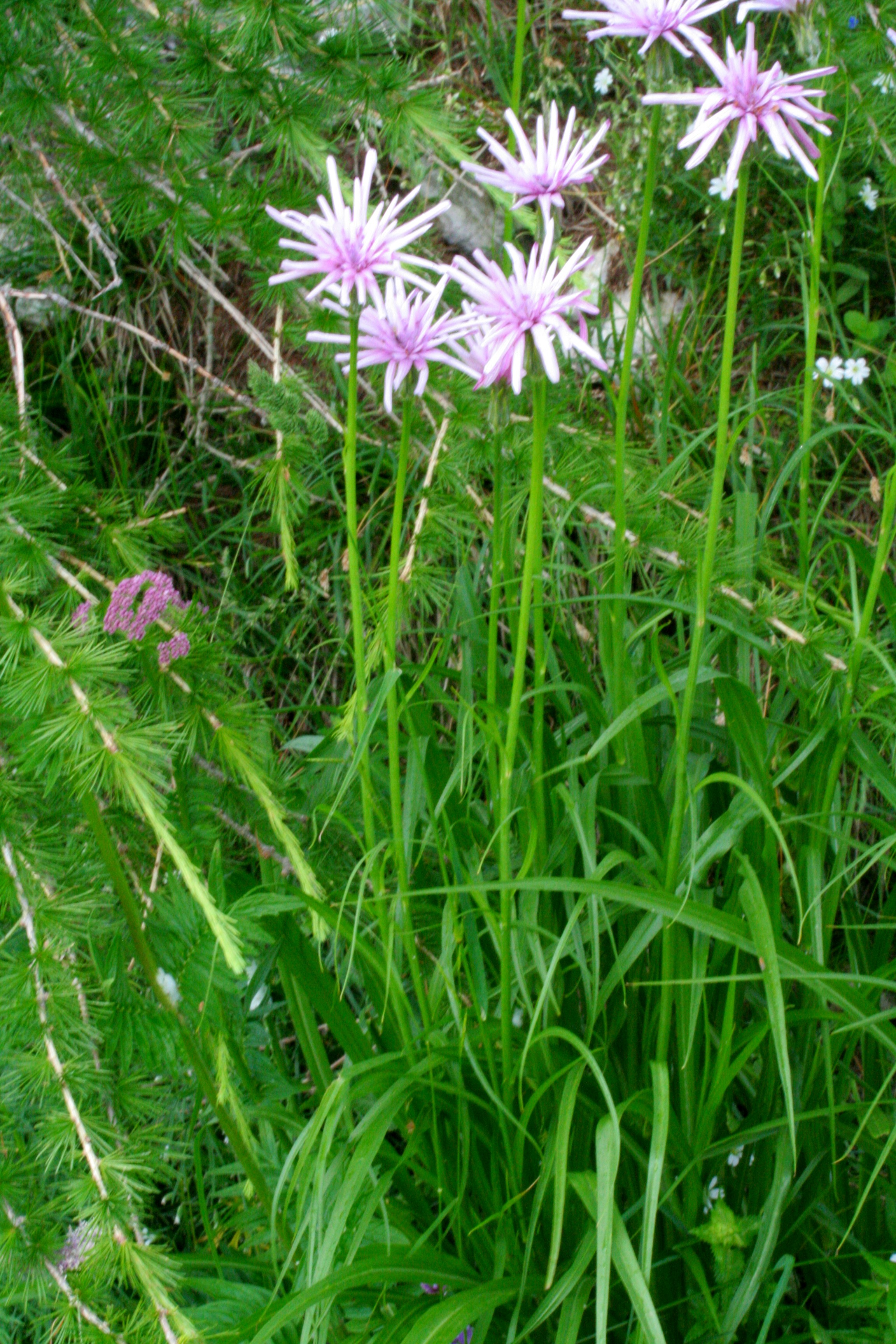
Il portamento
"Giardino Botanico delle Alpi Orientali", Monte Faverghera (BL), 1500 m s.l.m. - 02/07/2009

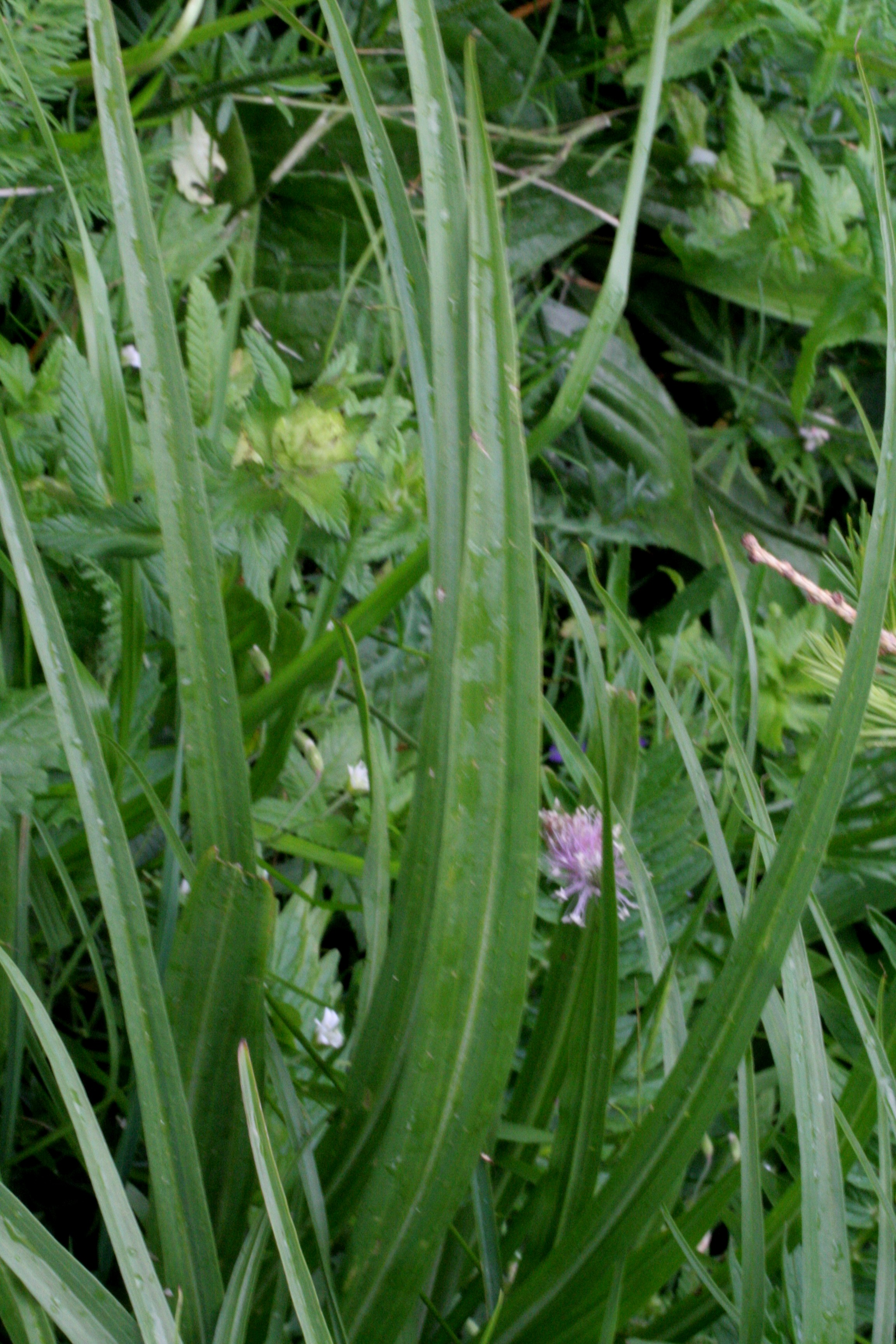
Le foglie
"Giardino Botanico delle Alpi Orientali", Monte Faverghera (BL), 1500 m s.l.m. - 02/07/2009

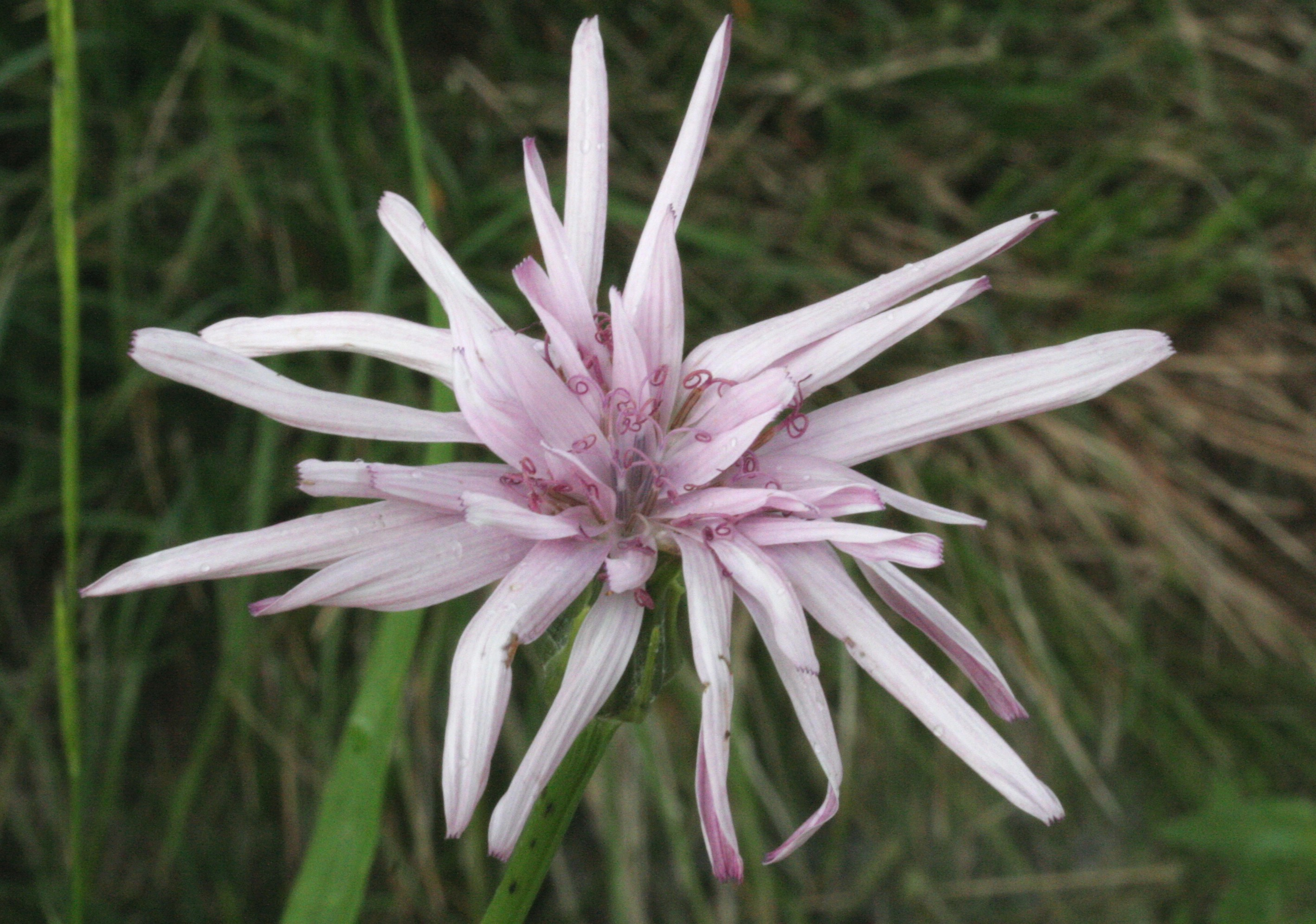
Infiorescenza
"Giardino Botanico delle Alpi Orientali", Monte Faverghera (BL), 1500 m s.l.m. - 02/07/2009

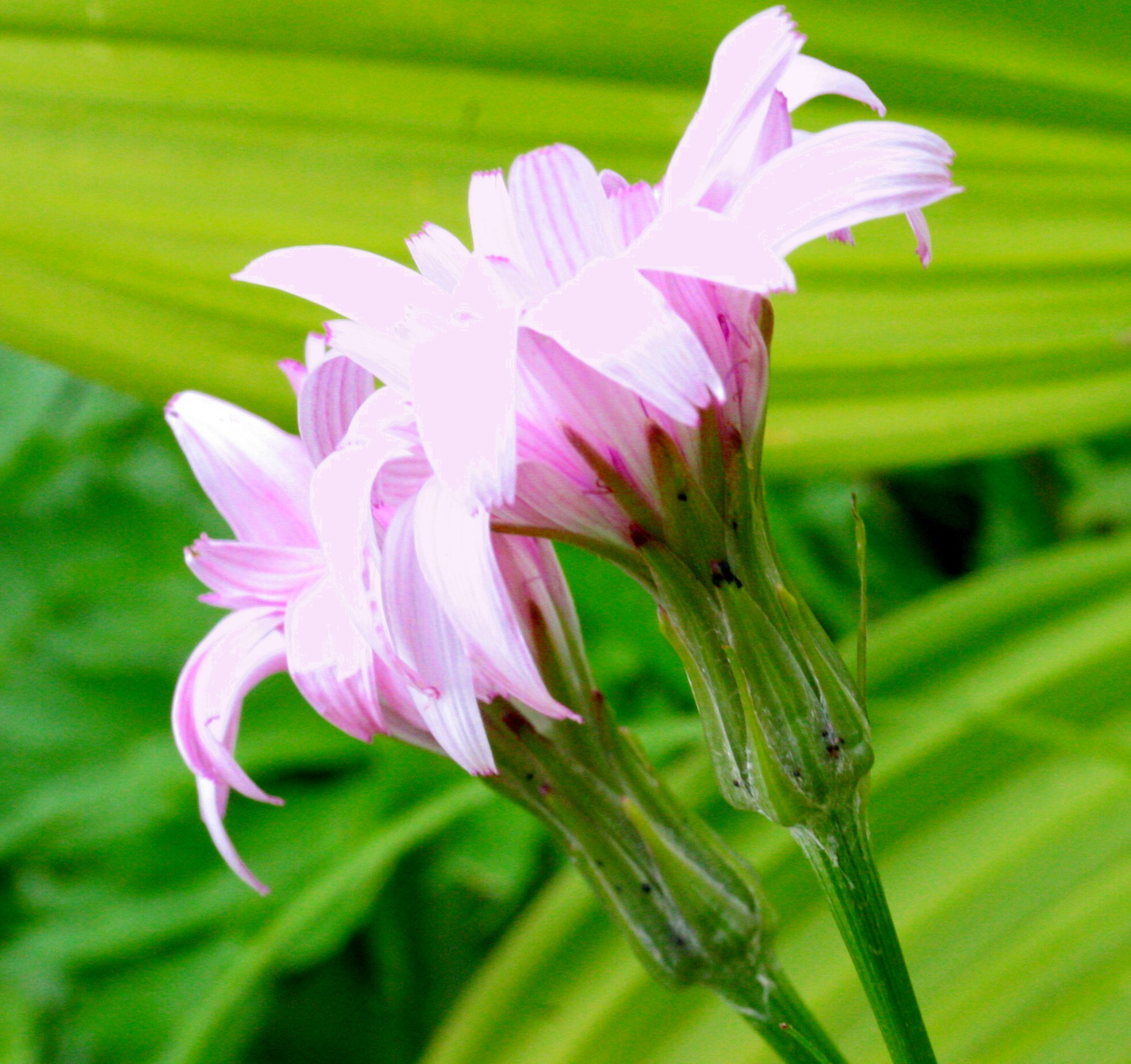
L'involucro
"Giardino Botanico delle Alpi Orientali", Monte Faverghera (BL), 1500 m s.l.m. - 02/07/2009

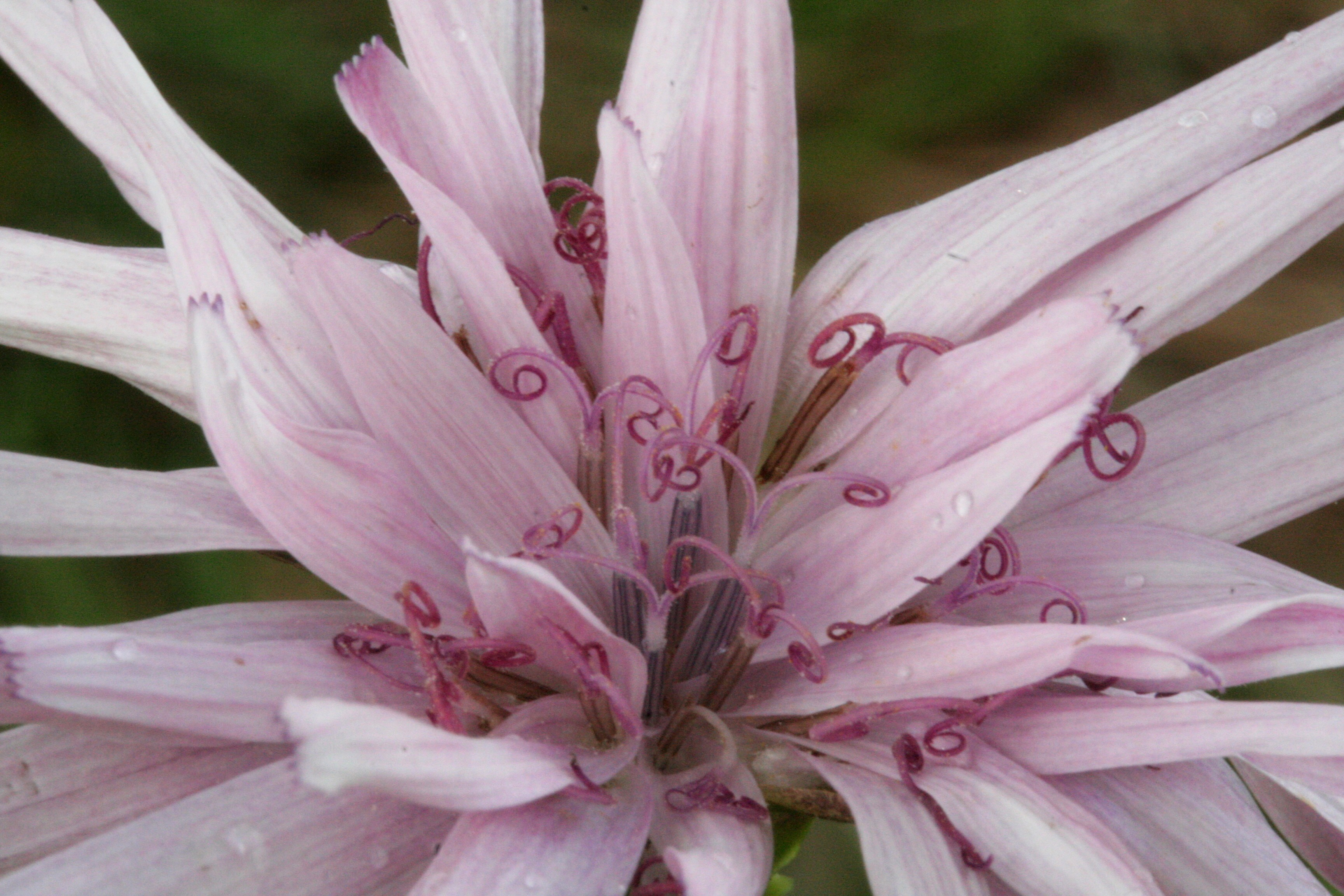
I fiori ligulati
Cima Sappada, Sappada (BL), 1290 m s.l.m. - 24/06/2009

Habitus. La forma biologica è emicriptofita scaposa (H scap), ossia sono piante perenni, con gemme svernanti al livello del suolo e protette dalla lettiera o dalla neve, spesso sono dotate di un asse fiorale eretto e privo di foglie.
Fusto.
- Parte ipogea: la parte sotterranea consiste in una rizoma obliquo avvolto da fibre brune. Le radici sono secondarie da rizoma.
- Parte epigea: la parte aerea del fusto è eretta, semplice, glabra e striata; è fogliosa per 2/3 - 3/4 del fusto. L'altezza di queste piante varia da 25 a 40 cm (massimo 60 cm).

Foglie. Le foglie hanno una lamina di tipo lineare, intera con superficie piana; sono semiabbraccianti il fusto e sono disposte in modo alterno. Dimensioni delle foglie: larghezza 8 – 9 mm; lunghezza delle foglie inferiori 2 - 3 dm; lunghezza delle foglie superiori 4 – 8 cm.
Infiorescenza. Le infiorescenze sono composte da capolini singoli. I capolini sono formati da un involucro di tipo piriforme-allungato composto da brattee (o squame) lanceolato-acuminate (quelle inferiori sono più acute e ricoprono le superiori per 1/3) disposte su parecchie serie all'interno delle quali un ricettacolo fa da base ai fiori tutti ligulati. Il ricettacolo è nudo, ossia privo di pagliette a protezione della base dei fiori. Diametro dei capolini: 3 – 5 cm. Dimensioni dell'involucro: diametro inferiore 10 mm; diametro superiore 6 mm; lunghezza 25 – 30 mm. Dimensione delle squame inferiori: larghezza 3 mm; lunghezza 5 mm. Dimensione delle squame superiori: larghezza 3 mm; lunghezza 15 – 18 mm.
Fiori. I fiori sono tutti del tipo ligulato (il tipo tubuloso, i fiori del disco, presente nella maggioranza delle Asteraceae, qui è assente), sono tetra-ciclici (ossia sono presenti 4 verticilli: calice – corolla – androceo – gineceo) e pentameri (ogni verticillo ha 5 elementi). I fiori sono ermafroditi e zigomorfi.
- Formula fiorale:

*/x K {\displaystyle \infty }, [C (5), A (5)], G 2 (infero), achenio
- Calice: i sepali del calice sono ridotti ad una coroncina di squame.
- Corolla: le corolle sono formate da una ligula terminante con 5 denti; il colore è rosa. Lunghezza della corolla: 30 – 33 mm.
- Androceo: gli stami sono 5 con filamenti liberi, mentre le antere sono saldate in un manicotto (o tubo) circondante lo stilo.[14] Le antere alla base sono acute. Il polline è tricolporato (con due lacune), è echinato (con punte) e anche "lophato" (la parte più esterna dell'esina è sollevata a forma di creste e depressioni).[15]
- Gineceo: lo stilo è filiforme con peli sul lato inferiore; gli stigmi dello stilo sono due divergenti. L'ovario è infero uniloculare formato da 2 carpelli.
- Fioritura: da (giugno) luglio e a agosto.

Frutti. I frutti sono degli acheni con pappo di setole piumose. L'achenio è lungo 12 – 15 mm, ed è scabro sulle coste; all'apice è ristretto. Il pappo è bianco-sporco ed è lungo 12 – 15 mm.

## Biologia
- Impollinazione: l'impollinazione avviene tramite insetti (impollinazione entomogama tramite farfalle diurne e notturne).
- Riproduzione: la fecondazione avviene fondamentalmente tramite l'impollinazione dei fiori (vedi sopra).
- Dispersione: i semi (gli acheni) cadendo a terra sono successivamente dispersi soprattutto da insetti tipo formiche (disseminazione mirmecoria). In questo tipo di piante avviene anche un altro tipo di dispersione: zoocoria. Infatti gli uncini delle brattee dell'involucro si agganciano ai peli degli animali di passaggio disperdendo così anche su lunghe distanze i semi della pianta.

## Distribuzione e habitat
.

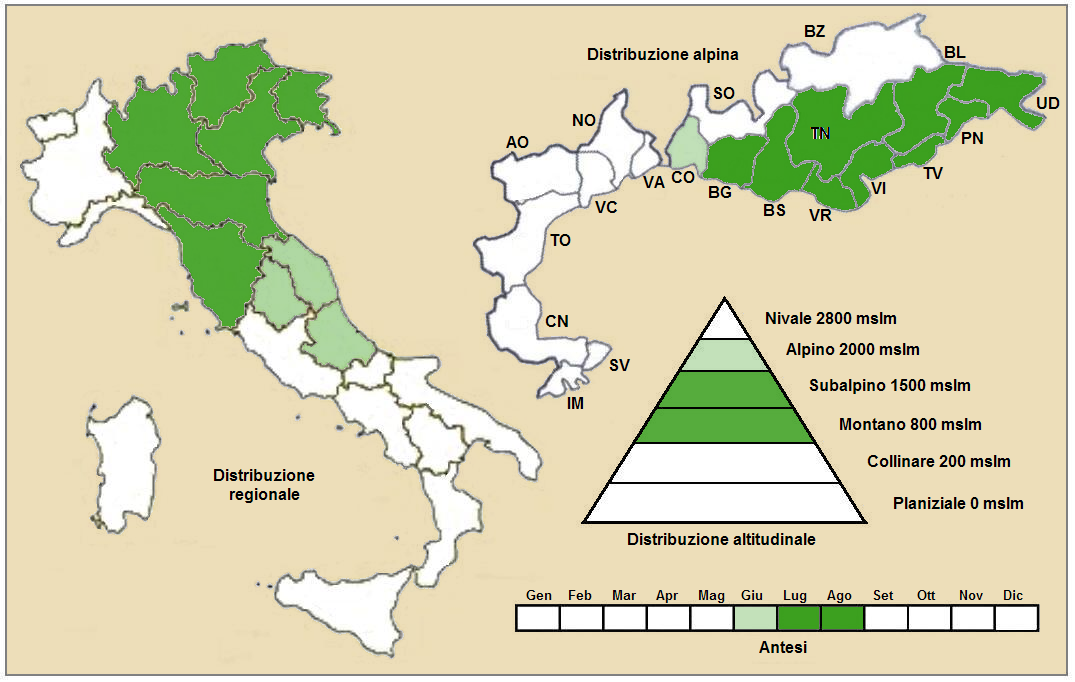
Distribuzione della pianta
(Distribuzione regionale – Distribuzione alpina)

- Geoelemento: il tipo corologico (area di origine) è Orofita - Sud Est Europeo.
- Distribuzione: in Italia è considerata specie rara ed è presente al nord e al centro, in preferenza nelle regioni affacciate sul mare Adriatico. Oltre confine, nelle Alpi, si trova in Austria (Länder della Carinzia) e in Slovenia. Sugli altri rilievi europei si trova nelle Alpi Dinariche, Monti Balcani e Carpazi.[17] Nel resto dell'Europa ha una distribuzione sud-orientale.[18]
- Habitat: l'habitat tipico per questa specie sono i pascoli subalpini e le zone a mugheti. Il substrato preferito è calcareo ma anche calcareo/siliceo con pH basico, medi valori nutrizionali del terreno che deve essere secco.[17]
- Distribuzione altitudinale: sui rilievi queste piante si possono trovare da 800 fino a 2000 m s.l.m.; frequentano quindi i seguenti piani vegetazionali: montano, subalpino e in parte quello alpino.

### Fitosociologia
Dal punto di vista fitosociologico alpino la specie di questa scheda appartiene alla seguente comunità vegetale:
Formazione: comunità delle praterie rase dei piani subalpino e alpino a dominanza di emicriptofite.
Classe: Elyno-Seslerietea variae.

## Tassonomia
La famiglia di appartenenza di questa voce (Asteraceae o Compositae, nomen conservandum) probabilmente originaria del Sud America, è la più numerosa del mondo vegetale, comprende oltre 23.000 specie distribuite su 1.535 generi, oppure 22.750 specie e 1.530 generi secondo altre fonti (una delle checklist più aggiornata elenca fino a 1.679 generi). La famiglia attualmente (2021) è divisa in 16 sottofamiglie.

### Filogenesi
Il genere di questa voce appartiene alla sottotribù Scorzonerinae della tribù Cichorieae (unica tribù della sottofamiglia Cichorioideae). In base ai dati filogenetici la sottofamiglia Cichorioideae è il terz'ultimo gruppo che si è separato dal nucleo delle Asteraceae (gli ultimi due sono Corymbioideae e Asteroideae). La sottotribù Scorzonerinae è il secondo clade che si è separato dalla tribù.
Con gli ultimi studi filogenetici da questo genere sono stati scorporati diverse sezioni (Takhtajaniantha, Lipschitzia,  Ramaliella, Epilasia e altre ancora trasformate in generi autonomi). Da questa operazione Scorzonera è risultato un genere monofiletico con quattro cladi maggiori e poche specie isolate. La specie S. rosea appartiene al "Scorzonera renzii clade", individuato dai seguenti caratteri: i cauli sono senza guaine fogliari; gli acheni quasi sempre hanno un becco; il pappo di solito è facilmente caduco.
Sandro Pignatti nella "Flora d'Italia" la S. rosea è descritta all'interno dell'Aggregato di S. purpurea e accomuna la specie di questa voce con la specie Scorzonera purpurea. Quest'ultima specie può essere confusa con S. rosea in quanto la corolla ha più o meno lo stesso colore; si distingue comunque in quanto la purpurea ha i fusti ramosi verso l'apice, le foglie sono larghe da 1 a 3 mm ed hanno i bordi convoluti e il centro è carenato, le brattee involucrali sono lunghe 10 – 16 mm e gli acheni sono lisci. (nella pubblicazione appena citata la S. rosea è indicata come Podospermum roseum (Waldst. & Kit.) Gemeinholzer & Greuter).
Il numero cromosomico di S. rosea è: 2n = 14.

## Altre notizie
La scorzonera rosea in altre lingue è chiamata nei seguenti modi:
- (DE)  Rosenrote Schwarzwurzel
- (FR)  Scorzonère rose